# Sphaerocarpos drewei
Sphaerocarpos drewei là một loài rêu tản thuộc họ Sphaerocarpaceae. Đây là loài đặc hữu của Hoa Kỳ. Môi trường sống tự nhiên của chúng là vùng đồng cỏ ôn đới. Chúng hiện đang bị đe dọa vì mất môi trường sống.